# Nashův papyrus

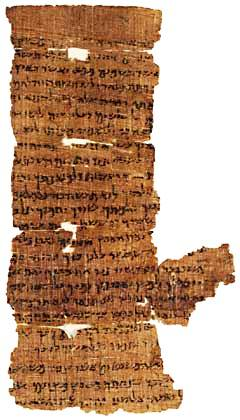
Nashův papyrus

Nashův papyrus je zlomek papyru pocházející z Egypta obsahující parafrázi desatera a začátek vyznání „Šema“.
Papyrus v roce 1903 nalezl a publikoval W. L. Nash a až do objevení svitků od Mrtvého moře v Kumránu to byl nejstarší známý hebrejsky psaný text. Datuje se obvykle do 2.-1. století př. n. l. (Albright). Jelikož obsahuje biblické pasáže recitované při liturgii, řadí se přísně vzato nikoli mezi biblické zlomky, ale mezi liturgické. Je svědkem toho, že se kdysi desatero recitovalo při každodenní modlitbě. To později vypadlo „kvůli heretikům“, kteří tvrdili, že Bůh uložil svémnu lidu k zachovávání pouze desatero.
Význam tohoto papyru pro biblistiku tkví v tom, že forma desatera, která se na papyru nachází, neodpovídá přesně ani jedné z verzí, jak jsou známy z Bible, ale přiklání se vždy té či k oné. Je velmi podobná verzi septuagintální. Spolu s mnoha rukopisy Septuaginty zachovává též pozměněné pořadí 6. – 8. přikázání (nesesmilníš - nezabiješ - nepokradeš). Tyto význačné shody se Septuagintou a Filónem z Alexandrie oproti masoretskému textu svědčí o existenci samostatné verze Starého zákona kolující v Egyptě.
Papyrus je dnes uložen v Cambridge University Library Or. 233.